# Gnomidolon analogum
Gnomidolon analogum là một loài bọ cánh cứng trong họ Cerambycidae.